# Никитин, Анатолий Илларионович

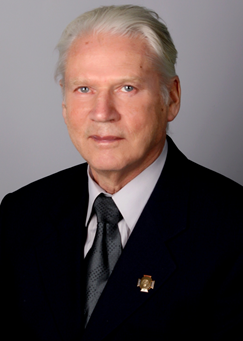

Никитин Анатолий Илларионович — российский учёный, один из ведущих специалистов в области репродуктивной медицины и эмбриологии, профессор, доктор медицинских наук, лауреат Премии Правительства Российской Федерации, Почётный член Российской Ассоциации Репродукции Человека, член Европейского общества репродукции и эмбриологии (ESHRE), научный директор Балтийского Института репродуктологии человека (Санкт-Петербург).

## Биография
А. И. Никитин родился 29 апреля 1938 в г. Ленинграде. После окончания в 1963 г. 2-го Ленинградского медицинского Института был принят в ординатуру Института акушерства и гинекологии АМН СССР (ныне — Институт акушерства, гинекологии и репродуктологии им. Д. О. Отта). В 1977 году защитил докторскую диссертацию на тему: «Влияние предиабета, скрытого и явного диабета матери на поджелудочную железу плода».

## Деятельность
В 70-80-е гг., работая в должности научного сотрудника, заведующего лабораторией раннего эмбриогенеза, заместителя директора по научной работе ИАГ им. Д. О. Отта АМН СССР активно разрабатывал со своими сотрудниками проблему, касающуюся закономерностей фолликуло- и гаметогенеза в физиологических и экспериментальных условиях. Закономерным продолжением этих разработок было обращение научных интересов А. И. Никитина к проблемам репродукции человека, в частности — разработке новых методов преодоления бесплодия. Он одним из первых в стране начал исследования по оплодотворению яйцеклеток человека вне организма. Многолетняя работа Анатолия Илларионовича и его сотрудников в этом направлении увенчалась в 1986 г. успехом: наступлением клинической беременности и рождением ребёнка «из пробирки» после переноса в матку полученного вне организма эмбриона человека. За эти достижения в 1997 г. он был удостоен Премии Правительства Российской Федерации.
В 1993 г. А. И. Никитин с группой сотрудников-энтузиастов учредил и организовал первый в Санкт-Петербурге негосударственный научно-практический медицинский Центр — Балтийский Институт репродуктологии человека, директором которого он являлся на протяжении 25 лет. Усилиями А. И. Никитина, его сотрудников и других исследователей лечение бесплодия методами вспомогательной репродукции за короткий срок из теоретической разработки превратилось в широко используемое на практике эффективное средство борьбы с бесплодием, стала активно разрабатываться новая медицинская отрасль — репродуктология. Анатолий Илларионович и его сотрудники принимали активное участие в создании новых Центров вспомогательной репродукции в России и ряде стран СНГ. 
К сфере научных интересов А. И. Никитина относятся также: физиологии и патологии ранних этапов репродуктивного процесса, изучение механизмов влияния вредных факторов среды на репродуктивную систему и, особенно — на зачатие и раннее развитие. Им выявлен ряд фундаментальных закономерностей, касающихся влияния вредных факторов среды и патологии родителей на развитие патологических процессов у потомства. Им были сформулированы основные положения нового направления исследований — гигиены зачатия. 
А. И. Никитин — автор более 250 научных работ, в том числе — 6-монографий.